# Macromidia ishidai
Macromidia ishidai é uma espécie de libelinha da família Corduliidae.
É endémica do Japão.